# Vaejovidae
Los Vejóvidos (Vaejovidae) son una familia de escorpiones. Está constituida por 17 géneros y más de 170 especies que habitan en América del Norte y central.

## Descripción
La delimitación precisa de la familia Vaejovidae es difícil. Actualmente, se utilizan dos apomorfías como elementos para la caracterización de la misma.
La rótula, que es común a todos los arácnidos, incluyendo todos los escorpiones enlaza el segmento existente entre el fémur y la tibia; los pedipalpos, presentan una estructura fuerte especialmente pronunciada y presentan en su lado interior una quilla longitudinal alargada que en los escorpiones de las otras familias no existe.
Los espermatóforos, en los escorpiones denominada hemiespermatoforos, son estructuras de quitina, en las cuales los machos depositan sus espermatozoides y son ofrecidos a la hembra durante la danza nupcial. Estos hemiespermatoforos son de importancia en la sistemática de escorpiones. En el caso de los Vaejovidae, el conducto espermático que conduce los espermatozoides al hemiespermatoforo es característico.

## Los Vaejovidae y los humanos
Muchas especies de esta familia pueden producir picaduras dolorosas, pero no son peligrosos para los seres humanos.

## Distribución
Las especies de esta familia de escorpiones se localizan en el sur de Canadá, Estados Unidos, México y Guatemala.
Los Vaejovidae se encuentran en casi todos los hábitats, en montañas de más de 3000 metros, pero la mayoría se encuentran en hábitats áridos o semiáridos. Algunas especies de esta familia puede vivir bajo la nieve.

## Clasificación
Según el sistema de clasificación de Soleglad y Fet, 2008 la familia Vaejovidae se divide en:
- Smeringurinae Soleglad & Fet, 2008
  - Smeringurini Soleglad & Fet, 2008
    - Paruroctonus Werner, 1934
    - Smeringurus Haradon, 1983
    - Vejovoidus Stahnke, 1974

  - Paravaejovini Soleglad & Fet, 2008
    - Paravaejovis Williams, 1980
- Syntropinae Kraepelin, 1905
  - Stahnkeini Soleglad & Fet, 2006
    - Gertschius Graham & Soleglad, 2007
    - Kuarapu Francke & Ponce-Saavedra, 2010
    - Serradigitus Stahnke, 1974
    - Stahnkeus Soleglad & Fet, 2006
    - Wernerius Soleglad & Fet, 2008

  - Syntropini Kraepelin, 1905
    - Syntropina Kraepelin, 1905
      - Hoffmannius Soleglad & Fet, 2008
      - Syntropis Kraepelin, 1900

    - Thorelliina Soleglad & Fet, 2008
      - Kochius Soleglad & Fet, 2008
      - Thorellius Soleglad & Fet, 2008
- Vaejovinae Thorell, 1876
  - Franckeus Soleglad & Fet, 2005
  - Pseudouroctonus Stahnke, 1974
  - Uroctonites Williams & Savary, 1991
  - Vaejovis Koch, 1836